# خدمانة
الخَدْمَانَة أو كُندمانية جنس معمر بري من النباتات المزهرة تنتمي إلى فصيلة الخيمية. أنواعها المعروفة عديدة منبتها مناطق حوض البحر الأبيض المتوسط وأروبة الجنوبية والوسطى. سوقها منتصبة فرعاء. أوراقها ريشية. ازهرارها صيواني التجميع طرفي الارتكاز. أزهارها متباينة الأحجام صفراء أو بيضاء. أشهر أنواعها خدمانة سورية.